# 棒人間

棒人間の例

棒人間（ぼうにんげん、Stick figure）とは、人体を極端にデフォルメし、手足を棒のように表現したキャラクターもしくはイラストである。
通常、キャラクターの頭部は円、胴体と四肢はそれぞれ直線で表現される。また、時に胴体を適当な曲線で囲った枠のように表現したり、コンピュータグラフィックスにおいては細長い楕円や長方形を線の代りに使う場合もある。頭部に目や口が円や曲線・直線で描かれることもある。
書くのが非常に簡単であるため、子供の落書きや、漫画、アニメーションの習作などで書かれたり、あるいはモブキャラを表すために使われたりもする。棒人間の落書きは歴史上の至る所で見られ、石やコンクリートの壁などの硬い表面に鋭いもので引っ掻かれていることもある。映画の絵コンテのスケッチにもよく使われている。また、イラストだけではなく、実際の棒やワイヤーを使って立体作品が作られる場合もある。
規格化されたものとしてソフトウェア開発分野で用いるUMLのユースケース図がある。

## 歴史
先史時代にはすでに棒人間が描かれていた。その数万年後には、エジプトのヒエログリフや中国の漢字のように、人や物を簡略化したものが言語記号として使用されるようになった。
近代に入り、ルドルフ・モントレーが人体やその他の物を簡略化したアイソタイプを考案した。1964年東京オリンピックでは、勝見勝らによるピクトグラムが使用され、国際イベントでこのような絵が初めて使用された例となった。1972年には、オトル・アイヒャーが、幾何学的な格子状の丸みを帯びた棒人間の図を開発し、1972年ミュンヘンオリンピックの看板や印刷物、テレビなどで使用された。東京オリンピックやミュンヘンオリンピックなど、当時使用されていた他の多くの類似したピクトグラムに基づいて、1974年と1979年にアメリカグラフィックアート協会 (AIGA) が米国運輸省(DOT)の委託を受けてDOTピクトグラムを開発した。DOTピクトグラムやそこから派生したシンボルは、今日、世界の多くの場所で広く使われている。

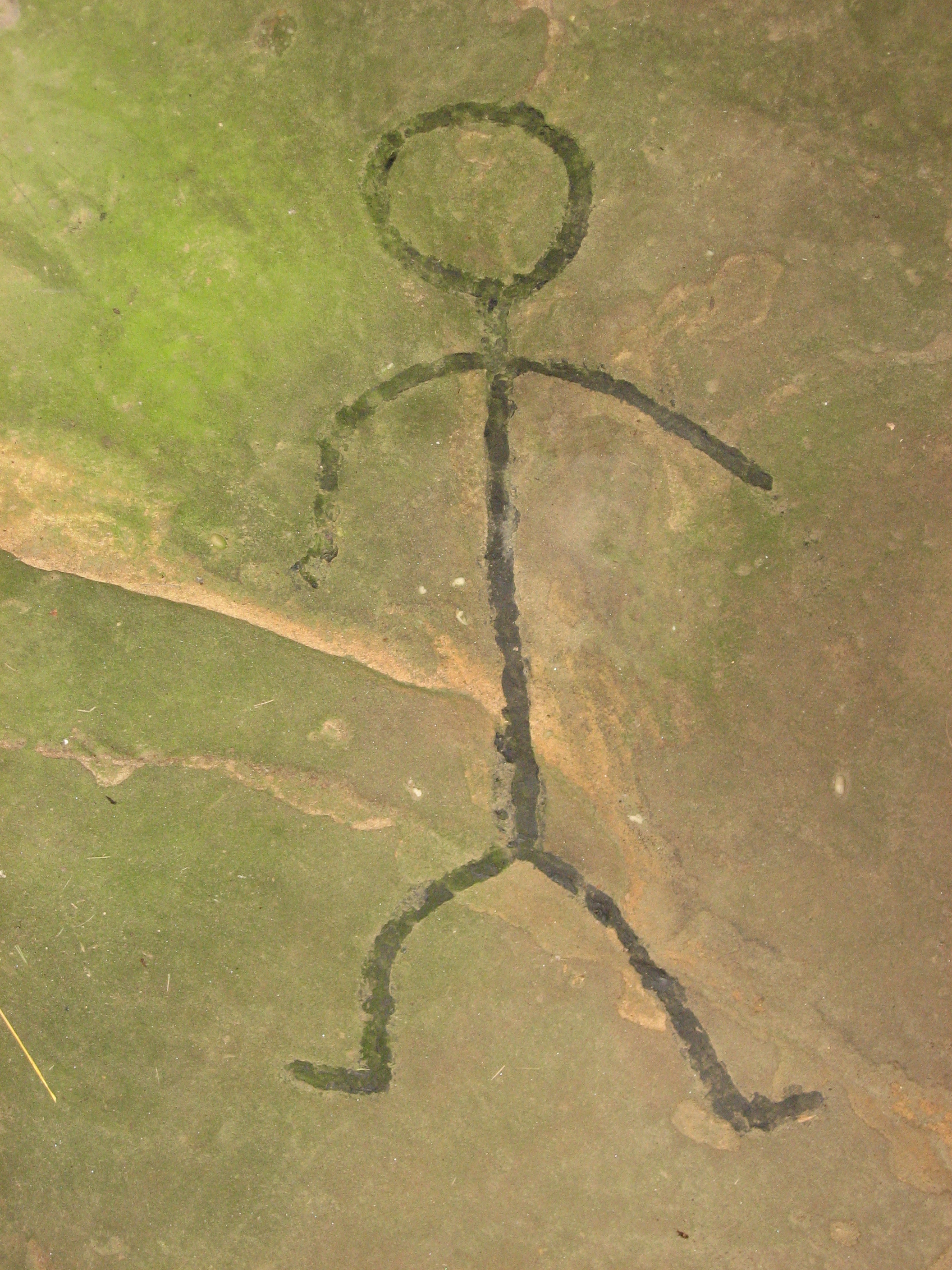
レオのペトログリフ（英語版）における棒人間
水飲み場を表すDOTピクトグラム
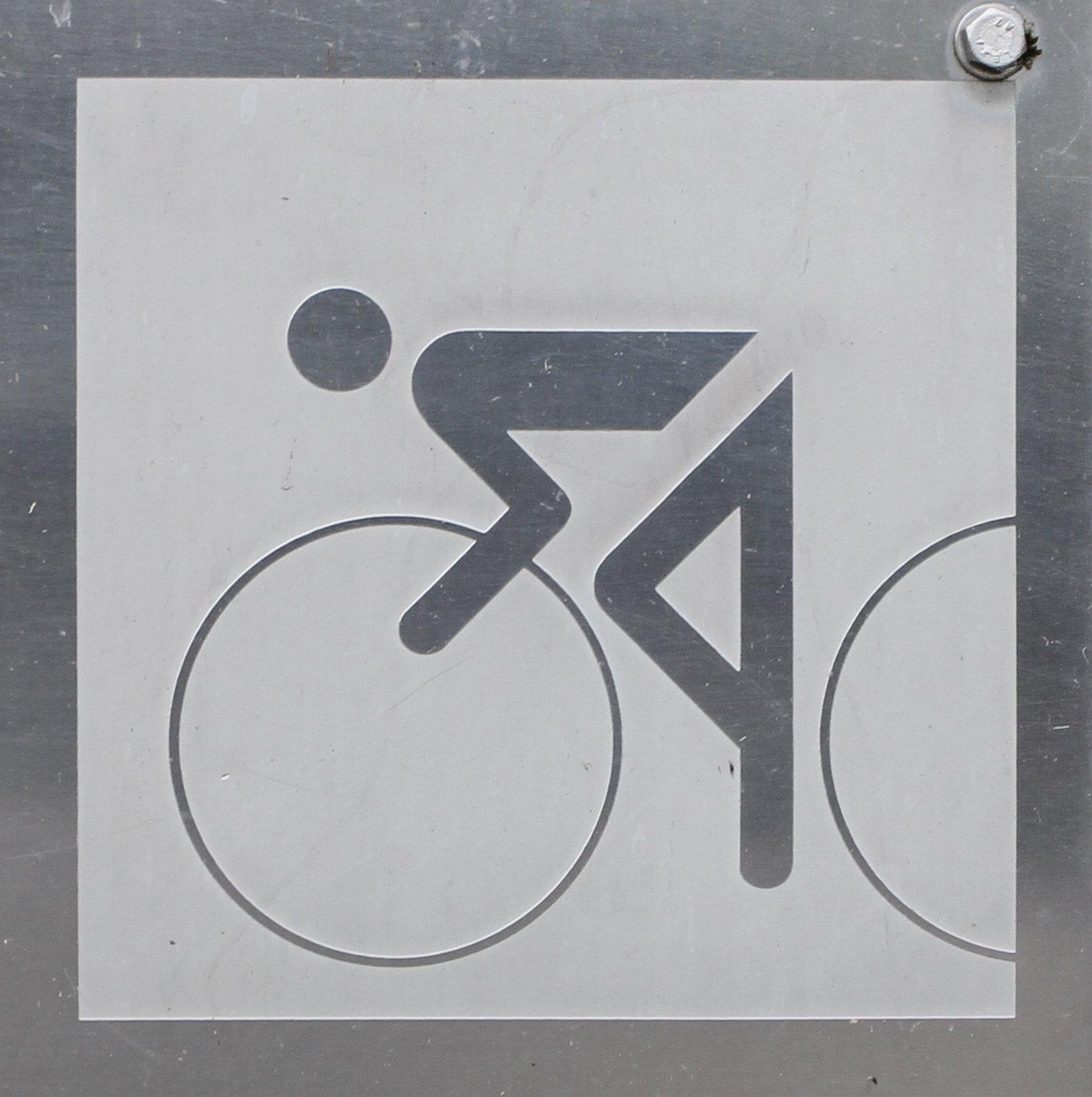
1972年ミュンヘンオリンピックのためにオトル・アイヒャーがデザインした棒人間サインの1つ
棒人間のアニメーション
- Stick Figure example through video

## メディアにおいて

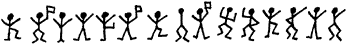
『踊る人形』

- アーサー・コナン・ドイルの『踊る人形』には、棒人間を用いた暗号が登場する。
- 『ジ・オーダー・オブ・スティック（英語版）』、『ウェイト・バット・ホワイ（英語版）』、『xkcd』、『シニカルマン』などの漫画作品は、棒人間をキャラクターとして使用している。
- 『小小作品』などのFlashアニメ（英語版）でも、棒人間がよく使われている。
  - アメリカのYouTuberであるアラン・ベッカーも棒人間のFlashアニメを製作している[5]が、その作品の中にはヘンリー・スティックミンというAmong Usの製作チームの1人が作者の棒人間が登場しているものがある。